# The Best Damn Thing
The Best Damn Thing este cel de-al treilea album de studio al cântăreței de origine canadiană Avril Lavigne. Discul a câștigat prima poziție în clasamentul Billboard 200, fiind comercializat în peste 286,000 de exemplare în primele șapte zile; de asemenea compoziția a dominat clasamentele de specialitate din Europa și Japonia. Printre producătorii acestui material discografic se numără Dr. Luke (care a colaborat cu interprete precum Kelly Clarkson și P!nk), Deryck Whibley (cântărețul formației Sum 41), Rob Cavallo (afiliatul formațiilor Green Day și My Chemical Romance) și Butch Walker.
Unul dintre idolii interpretei, basistul Travis Barker a înregistrat pasajele instrumentale de baterie. De pe acest album au fost promovate cinci cântece: șlagărul „Girlfriend”, duetul „Girlfriend Remix” (împreună cu Lil Mama), balada „When You're Gone”, compoziția ritmată „Hot” și piesa omonimă cu albumul — „The Best Damn Thing”; toate aceste discuri au beneficiat de promovare și videoclipuri adiacente.
Conform unui interviu acordat agenției de știri Reuters, Lavigne își dorea ca albumul The Best Damn Thing să fie „vesel, încrezător, emoționant” și diferit de ceea ce înregistrase până la momentul respectiv, așa că a abandonat stilul „întunecat” în favoarea unei mixturi dintre muzica glam rock și pop punk. Într-o discuție purtată cu reporterii revistei braziliene Capricho interpreta susținea că principalele sale surse de inspirație erau interpreții precum Coldplay sau Alanis Morissette.
În ierarhia celor mai comerciale albume ale anului 2007, The Best Damn Thing ocupa locul patru, fiind cel mai bun produs al casei de înregistrări Sony BMG.

## Istorie
Avril Lavigne a revenit pe piața internațională a muzicii în primăvara anului 2007 cu un nou album intitulat The Best Damn Thing. Compus alături de Rob Cavallo, Butch Walker, Deryck Whibley, Dr. Luke, acesta dovedește maturizarea artistei atât pe plan muzical cât și pe cel sentimental prin intermediul versurilor sale, mult mai romanticele decât precedentele.
Lavigne a descris noul material ca pe unul „rapid, amuzant, tineresc, agresiv și confident într-un fel...toate lucrurile bune”. Din cauza faptului că versiunea originală a albumului conține cuvinte vulgare, Avril Lavigne a trebuit să reînregistreze majoritatea pieselor incluse pe el, folosind cuvinte și expresii neutre din acest punct de vedere. Într-un intersiu acordat televiziunii Much Music, Lavigne a declarat că, după numeroase ședințe foto, nu a putut decide care va fi coperta albumului. Soțul său, Deryck Whibley a ales coperta actuală, poză care a fost făcută pe nepregătite într-o suburbie a Los Angelesului.
Pentru a promova The Best Damn Thing artista a început un mini turneu de-a lungul Americii de Nord și Europei. Ea a stârnit și de această dată controverse în jurul său, deoarece numai membrilor fan clubului său le-a fost permis să urmărească concertul. Artista a mai programat câteva apariții în care a acordat autografe fanilor din Europa.
Pentru o mai bună promovare a albumului, primul single extras de pe acesta, intitulat Girlfriend a fost înregistrat în alte șapte limbi decât engleza (franceză, germană, italiană, japoneză, mandarină, portugheză, spaniolă).
Turneul internațional The Best Damn Tour a fost anunțat de către Sony BMG. Acesta a început pe data de 5 martie a anului 2008 în Canada, iar actul de deschidere a fost trupa Boys Like Girls.
În luna iunie a anului 2007, într-un interviu acordat revistei Performing Songwriter, Chantal Kreviazuk, persoană cu care Lavigne a colaborat pentru producerea albumului Under My Skin a susținut că Lavigne nu și-a compus niciodată singură melodiile deoarece știe că ar fi întrecut bunul simț. Din această cauză Kreviazuk a refuzat să mai colaboreze cu Lavigne, deoarece artista ar fi susținut în trecut că a compus unele din melodii, deși, după spusele lui Chantal nu a fost așa. Ea de asemenea a mai declarat că i-a trimis lui Lavigne o melodie numită Contagious, care deși a apărut pe albumul The Best Damn Thing nu o citează ca și compozitoare.
Pe data de 2 iulie a anului 2007 persoanele care au compus melodia I Wanna Be Your Boyfriend pentru formația The Rubinoos, au intentat un proces împotriva lui Lavigne în care susțineu că singleul Girlfriend este foarte similar din foarte multe puncte de vedere cu hitul lor. Drept răspuns la acuzațiile de plagiat care i-au fost intentate, Avril Lavigne a publicat pe propriul site o scrisoare în care susținea că nu a auzit niciodată de o melodie numită I Wanna Be Your Boyfriend, iar referitor la Kreviazuk a declarat că va intenta un proces la adresa sa, deoarece mărturisirile sale i-au afectat reputația.

## Lista melodiilor
| CD 1. "Girlfriend" — 3:36 (Avril Lavigne, Lukasz Gottwald) 2. "I Can Do Better" — 3:17 (Lavigne, Gottwald) 3. "Runaway" — 3:48 (Lavigne, Gottwald, Kara DioGuardi) 4. "The Best Damn Thing" — 3:10 (Lavigne, Butch Walker) 5. "When You're Gone" — 4:00 (Lavigne, Walker) 6. "Everything Back But You" — 3:03 (Lavigne, Walker) 7. "Hot" — 3:23 (Lavigne, Evan Taubenfeld) 8. "Innocence" — 3:53 (Lavigne, Taubenfeld) 9. "I Don't Have to Try" — 3:17 (Lavigne, Gottwald) 10. "One of Those Girls" — 2:56 (Lavigne, Taubenfeld) 11. "Contagious" — 2:10 (Lavigne, Taubenfeld) 12. "Keep Holding On" — 4:00 (Lavigne, Gottwald) Cântece bonus (pentru Japonia și UK) - „I Will Be” — 3:59 - „Alone” — 3:14 Deluxe Edition Bonus DVD 1. "The Making of The Best Damn Thing" 2. "Photo Gallery" | CD 1. "Girlfriend" (explicit version) – 3:37 2. "I Can Do Better" (explicit version) – 3:17 3. "Runaway" – 3:48 4. "The Best Damn Thing" – 3:10 5. "When You're Gone" – 4:00 6. "Everything Back But You" (explicit version) – 3:03 7. "Hot" – 3:23 8. "Innocence" – 3:53 9. "I Don't Have to Try" (explicit version) – 3:17 10. "One of Those Girls" – 2:56 11. "Contagious" – 2:10 12. "Keep Holding On" – 4:00 13. "Alone"1 – 3:14 (Avril Lavigne, Lukasz Gottwald, Max Martin) 14. "I Will Be" – 4:00 (Avril Lavigne, Lukasz Gottwald, Max Martin) 15. "I Can Do Better" (acoustic version) – 3:40 16. "Girlfriend" (The Submarines' Time Warp '66 mix) – 3:11 17. "Girlfriend (Dr. Luke Remix)" (featuring Lil Mama) – 3:25 DVD 1. "Everything Back But You" (Live at Orange Lounge) – 3:02 2. "Girlfriend" (Live at Orange Lounge) – 3:39 3. "Hot" (Live at Orange Lounge) – 3:22 4. "When You're Gone" (Live at Orange Lounge) – 3:57 5. "Girlfriend" (Music video) – 3:48 6. "When You're Gone" (Music video) – 4:01 7. "Hot" (Music video) – 3:23 8. "Girlfriend (Dr. Luke Remix)" (featuring Lil Mama) (Music video) – 3:25 1 De asemenea disponibil și Girlfriend. |